# هرقلية سيبيرية
هرقلية سيبيرية أو هرقلية سفندوليونية نويع سيبيري أو سفندوليون نويع سيبيري (الاسم العلمي المرادف:Heracleum sibiricum) (الاسم العلمي:Heracleum sphondylium subsp. sibiricum) هي نويع نباتي يتبع جنس الهرقلية من الفصيلة الخيمية. سمي هذا النويع من النبات نسبةً إلى سيبيريا.